# Anthropophagie
Ne doit pas être confondu avec Cannibalisme.
Pour les animaux pouvant se nourrir d'humains, voir Mangeurs d'hommes.

Scène de cannibalisme au Brésil au XVI.
Gravure tirée du livre de Hans Staden Nus, féroces et anthropophages, 1557.

L’anthropophagie (du grec ἄνθρωπος / anthrôpos, « être humain », et φαγία / phagía qui se rapporte à l'action de « consommer ») est une pratique qui consiste à se nourrir d'êtres humains.
L'anthropophagie peut recouvrir des réalités profondément différentes selon la civilisation, la période historique et les individus. Elle a dans beaucoup de sociétés une fonction rituelle ou magique. Il peut s'agir d'endocannibalisme (au sein du groupe social) ou d'exocannibalisme (vis-à-vis de groupes extérieurs ou ennemis). Norme sociale dans les sociétés traditionnelles qui la pratiquaient, elle est strictement considérée comme criminelle dans les sociétés modernes.

## Anthropophagie et cannibalisme

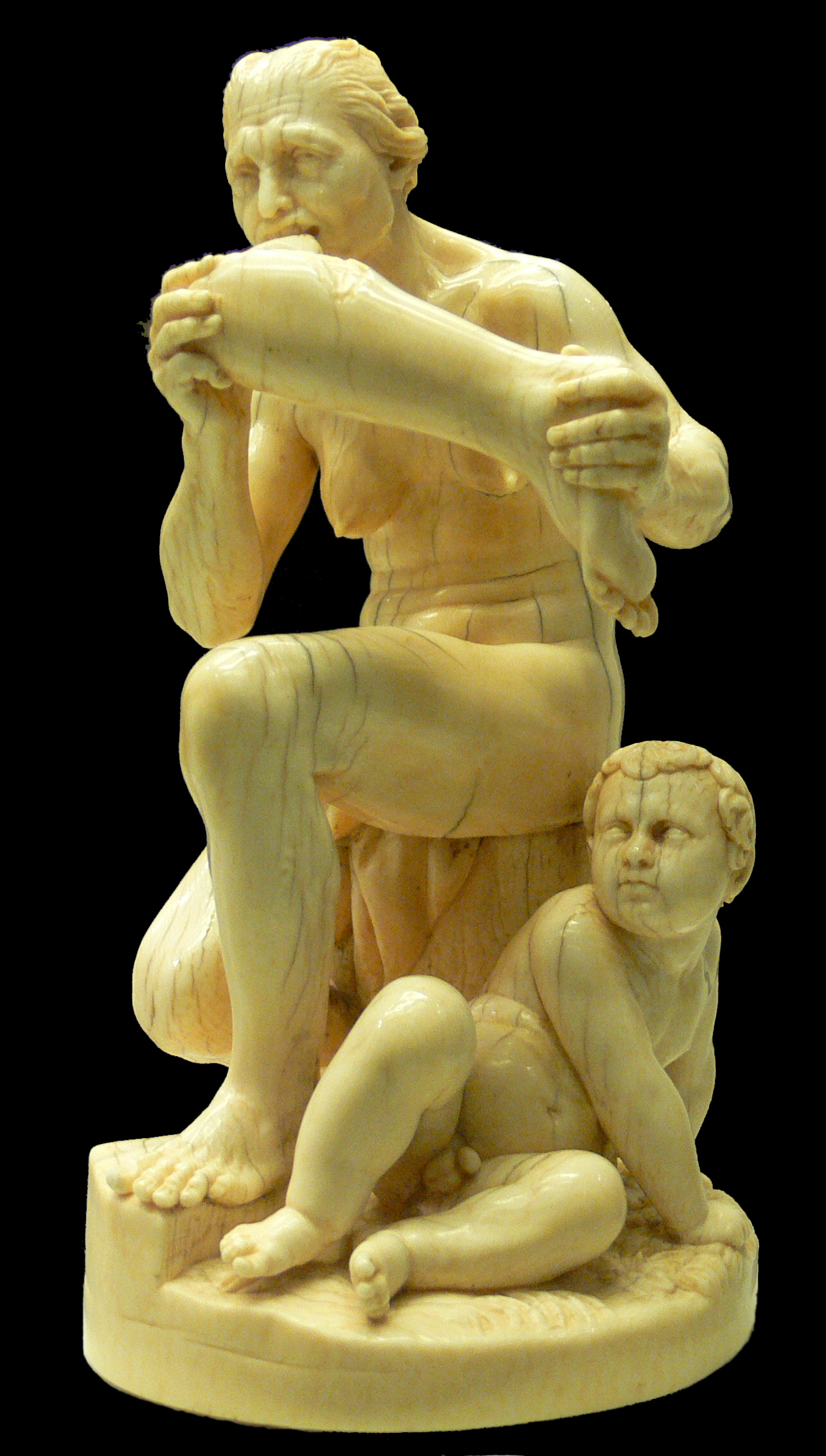
Sculpture d'une femme cannibale réalisée en ivoire vers 1650 par Leonhard Kern Menschenfresserin (1588-1662), visible au Musée de Stuttgart

Si une confusion est souvent faite entre anthropophagie et cannibalisme, les deux notions sont loin de se recouvrir, à plusieurs égards.

### Cannibalisme non humain
D’abord parce que le cannibalisme, défini comme le fait de manger des individus de sa propre espèce, n’est pas spécifiquement humain : 1 500 espèces pratiquent régulièrement ou occasionnellement le cannibalisme. L’étymologie d’anthropophagie (« consommation d’êtres humains ») restreint clairement cette notion à des populations humaines ou des êtres humains.

### Deux significations du même acte
Une autre distinction parfois faite entre anthropophagie, terme neutre, et cannibalisme, terme plus chargé de violence, est que celui-ci consiste en l’anthropophagie rituelle. Selon cette distinction, les survivants du « drame de la cordillère des Andes », qui ont ingéré les passagers décédés, se sont livrés à des actes d’anthropophagie circonstancielle, pour survivre ; les pratiques rituelles ancestrales ou pathologiques consistant à consommer des proches, des ennemis, etc. pour capter les propriétés du défunt, maintenir l’équilibre social, etc. relèvent quant à elles du cannibalisme essentiel.

### Anthropophagie physique et symbolique
Par ailleurs, certaines cultures connaissent une anthropophagie symbolique, qui ne porte pas sur la consommation physique de chair humaine, mais sur la dévoration de sa substance symbolique. Ainsi des cultures d’Afrique de l’Ouest, dans lesquelles le sorcier anthropophage, qualité souvent considérée comme héréditaire, inspire une véritable terreur dans l’imaginaire collectif. Pour les Wolofs comme pour leurs voisins, nit k- (l’être humain), est constitué de trois composants : yaram w- (corps), de fit w- (force vitale), de bakkan b- (souffle vital) ; ce que dëmm b-, le sorcier anthropophage, s’approprie, c’est le fit, la force vitale, pour augmenter son capital de vie, en dépossédant la victime du sien. Tandis que celle-ci périclite ou meurt, lui se renforce. Il ne l’aura même pas touchée Ainsi, nombre de troubles physiques ou mentaux sont-ils attribués par la communauté à la malfaisance d’un sorcier anthropophage ou d’une famille de sorciers anthropophages. Lorsque ses membres détectent une agression anthropophage, ils peuvent déclencher un rite pour libérer la victime, mais tout aussi bien lyncher celui, celle ou ceux taxés d’anthropophagie.

## Histoire

### Paléolithique
Il semble que l'anthropophagie ait été pratiquée dès le Paléolithique. Des traces de dépeçage ont été observées sur des ossements humains préhistoriques, mais les indices en question ne sont toutefois pas des preuves d'anthropophagie. Il est en effet souvent difficile de différencier des pratiques funéraires, avec décharnement post-mortem des corps, des actions anatomiquement identiques à but anthropophagique (grotte néolithique de Fontbrégoua, à Salernes et de l'Adaouste, près de Jouques en France). Ainsi, dès l'origine, les premiers préhistoriens, comme Édouard Piette qui a étudié les fossiles de Gourdan-Polignan en 1871, puis Gabriel de Mortillet, attribuaient ces marques de dépeçage à des rites funéraires.
L'anthropophagie est considérée comme probable dans certains sites du Paléolithique inférieur comme Gran Dolina à Atapuerca en Espagne ou la Caune de l'Arago en France, du Paléolithique moyen comme la Baume Moula-Guercy à Soyons en France,, dans des sites mésolithiques (grotte des Perrats à Agris) et dans des populations plus récentes nord-américaines (site de Mancos dans le Colorado).
Si certaines cultures ont eu des pratiques cannibales socialement instituées, l'anthropophagie occasionnelle en cas de pénurie grave (famine ou de perte des réserves de nourriture sur un bateau) a été une pratique récurrente dans toutes les sociétés. L'anthropophagie comme pratique courante est suggérée par l'équipe du paléoanthropologue José María Bermúdez de Castro qui a réétudié les ossements de la grotte de Gran Dolina. On y trouve des os portant des traces de découpe faites par des outils en pierre et brisés comme pour en extraire la moelle, ou des crânes avec des marques de décapitation. Tuer des membres jeunes - et donc sans défense - de tribus rivales pour limiter la concurrence sur un même territoire, et consommer leur chair pour satisfaire les besoins en protéines, semblerait une stratégie répandue chez Homo antecessor.

### Néolithique
Des traces de cannibalisme, guerrier ou rituel (la question n'a pas été résolue), ont été mises en évidence à Herxheim (Allemagne) sur un site néolithique de la culture rubanée. Daté de 5 000 ans avant notre ère, le site d'environ cinq hectares, dont seule une moitié a été fouillée, entre 1996 et 2008, a livré les restes de cinq cents individus dont les corps ont été démembrés et dont les ossements présentent, entre autres, des « traces de cassures, d'incisions, de raclage, de mâchement » qui évoquent la consommation.

### Antiquité
Le monothéisme est marqué par une évolution de leur conception d'un dieu sanguinaire en un dieu juste. Dès lors, le sacrifice d'Isaac ne devient qu'une simple allégorie.
Les mythes grecs recèlent de nombreux cas de cannibalisme : Cronos dévorant ses enfants, le Cyclope Polyphème mis en échec par Ulysse, le peuple anthropophage des Lestrygons dont parle l’Odyssée, ou mentionnent Laomédon, le roi de Troie, qui y condamne des jeunes filles, etc. Certains auteurs racontent que la culture naît lorsque le cannibalisme cesse, d'où le développement de la notion politique d'allélophagie (anthropophagie des membres de son groupe) qui est progressivement prohibée.
Dans ses Histoires, Hérodote décrit les traditions funéraires de plusieurs peuples, parmi lesquels les Massagètes, les Padéens, les Issédons, les Scythes et les Thraces, dont certains sont nécrophages et d'autres sacrifient les vieillards et les malades avant de les faire cuire et de les consommer.
On peut considérer qu'il ne s'agit que de symboles, mais il est vraisemblable, comme le pense Robert Graves dans son ouvrage Les Mythes grecs, que ces mythes se référaient aux pratiques archaïques et aux luttes menées par les premiers Grecs contre des peuples anthropophages. De nombreuses pratiques religieuses anciennes comportaient des sacrifices humains suivis de cannibalisme.

Les Romains trouvaient des remèdes médicinaux dans les corps humain. D'après l'Histoire naturelle de Pline l'Ancien : 

« Les épileptiques boivent le sang des gladiateurs […] ; regardent comme très efficace de recueillir sur l'homme même, et de la plaie béante, le sang chaud, fumant. […] D'autres recherchent la moelle des fémurs et la cervelle des enfants. »

Au début du Ve siècle, le chroniqueur hispano-romain Hydace de Chaves signale des cas d'anthropophagie lors des invasions qui ravagèrent l'Empire romain d'Occident : 

« Les Barbares (Vandales, Suèves et Alains) ayant pénétré dans les Espagnes, ils la dévastèrent de façon sanguinaire […] La peste, de son côté, fit des ravages. Une famine apparaît, si effroyable que les humains se font cannibales ; les mères tuent même leurs enfants et cuisent leurs corps pour se nourrir… »

Au VIe siècle, l'historien byzantin Procope de Césarée mentionne lui aussi des cas d'anthropophagie lors des Guerres gothiques qui dévastèrent l'Italie ; poussés par la famine, certains furent réduits à manger de l'herbe et de la chair humaine.

### DuXIeauXIXesiècle
Le christianisme réprouve l'anthropophagie car la chair, à l'image de Dieu, est sacrée mais plusieurs auteurs, dont Strack et Freud, considèrent que la théophagie de l'hostie au cours de l'Eucharistie (christophagie eucharistique) n'est que la sublimation d'un repas totémique.
Les famines médiévales auraient été à l'origine de cas d'anthropophagie. Le chroniqueur Raoul Glaber décrit dans ses Histoires la famine qui sévit en Bourgogne, en évoquant notamment comment des voyageurs sont égorgés et servent de nourriture à ceux qui les ont accueillis. Il signale avec horreur que l'on vend de la chair humaine grillée sur le marché de Tournus.

Des cas d'anthropophagie de survie se déroulèrent durant les Croisades, selon la Chronique anonyme de la première croisade : 

« Les Francs s'attardèrent à Maarrat un mois et quatre jours. […] Il y eut là des nôtres qui manquèrent du nécessaire […] Alors, ils ouvraient les cadavres, parce que, dans leurs ventres, on trouvait des besants cachés. Ou bien, ils en découpaient la chair en morceaux, et ils la faisaient cuire pour la manger. »

Au XVIe siècle, on trouvait des cannibales en Amérique du Nord (les Aztèques), en Amérique du Sud (Tupinambas et Tupinikims), et jusqu'au début du XXe siècle en Afrique équatoriale[réf. nécessaire] ou dans les îles du Pacifique (Fidji[réf. nécessaire]).
Dans la société aztèque, la chair humaine n'était consommée que par les plus puissants, et ce occasionnellement. Ils mangeaient certaines victimes de leurs sacrifices humains. Dans Très brève relation de la destruction des Indes, Bartolomé de Las Casas rapporte que certains chefs espagnols, qui s'étaient alliés avec les indigènes pour conquérir le pays, toléraient que ces Indiens traînassent avec eux des prisonniers destinés à nourrir la troupe. Lorsque les campements étaient installés, une boucherie se mettait en place, et des hommes, femmes et enfants étaient abattus, découpés et vendus[source insuffisante].
Hans Staden (1525-1579) est un arquebusier allemand qui fut capturé après un naufrage par une tribu Tupi-Guarani pratiquant l'anthropophagie rituelle, les Tupinamba. Épargné grâce à un heureux concours de circonstances et de retour en Europe, il écrivit Nus, féroces et anthropophages (1557), récit de sa captivité. Son témoignage a inspiré deux films : Hans Staden de Luis Alberto Pereira (1999), et, plus librement, Qu’il était bon mon petit Français (Como era gostoso o meu frances), de Nelson Pereira dos Santos (1971).
André Thévet, franciscain qui avait accompagné Villegagnon jusqu'à la baie de ce qui deviendra Rio de Janeiro, est ensuite remonté le long des côtes d'Amérique dans les possessions françaises. Après avoir trouvé des cannibales au Brésil (les Tupinambas), il en a aussi trouvé en Guyane et en Floride. Jean de Léry, pasteur protestant qui succéda à Thevet auprès de Villegagnon, rapporte lui aussi les coutumes cannibales des indiens Tupis dans ses écrits[source insuffisante].
En 1810, le Code Civil ne fait pas mention de l'anthropophagie comme d'un crime, aussi les rescapés de la Méduse ne sont donc pas poursuivis, entre les officiers qui mangent la viande cuite et les soldats qui la mangent crue[source insuffisante]. Lors de la retraite de Russie, le général Longeron témoignera des cadavres de soldats dont on avait découpé des lanières de chair aux cuisses pour s'en nourrir.
Henry B. Parkes, dans son livre Histoire du Mexique, préfacé par Jacques Soustelle, décrit ceci : en 1844, lorsqu'il fuyait Mexico, le président Antonio López de Santa Anna fut capturé par des indigènes cannibales de la région de Xico dans l'État de Veracruz qui allaient le manger et ne dut son salut qu'à l'intervention opportune de troupes gouvernementales.
L'affaire de Hautefaye est un lynchage qui a eu lieu en Dordogne (France) en 1870, à l'origine de la mort du jeune notable Alain de Monéys. Ce drame a donné lieu à des rumeurs de cannibalisme. Le maire Bernard Mathieu aurait ainsi répondu à la foule qui manifestait l'intention de faire brûler et manger la victime : « Faites ce que vous voudrez, mangez-le si vous voulez ! ».
L'anthropophagie fut aussi pratiquée par les Maoris de Nouvelle-Zélande, comme l'a constaté James Cook lors de son premier voyage.
Guerre et cannibalisme sont souvent corrélés. L'endocannibalisme pacifique apparaît comme une situation de fuite chez des peuples dominés (notamment en Amérique du Sud) entourés de sociétés pratiquant l'exocannibalisme guerrier ou la traite d'esclaves (les Africains pensaient que les esclavagistes pratiquaient la traite non pour leur économie mais par anthropophagie). L'agriculture semi-itinérante (se déplaçant lentement par écobuage ou essartage) est aussi liée au cannibalisme transitoire en situation de crise.

### Depuis leXXesiècle

#### Union soviétique

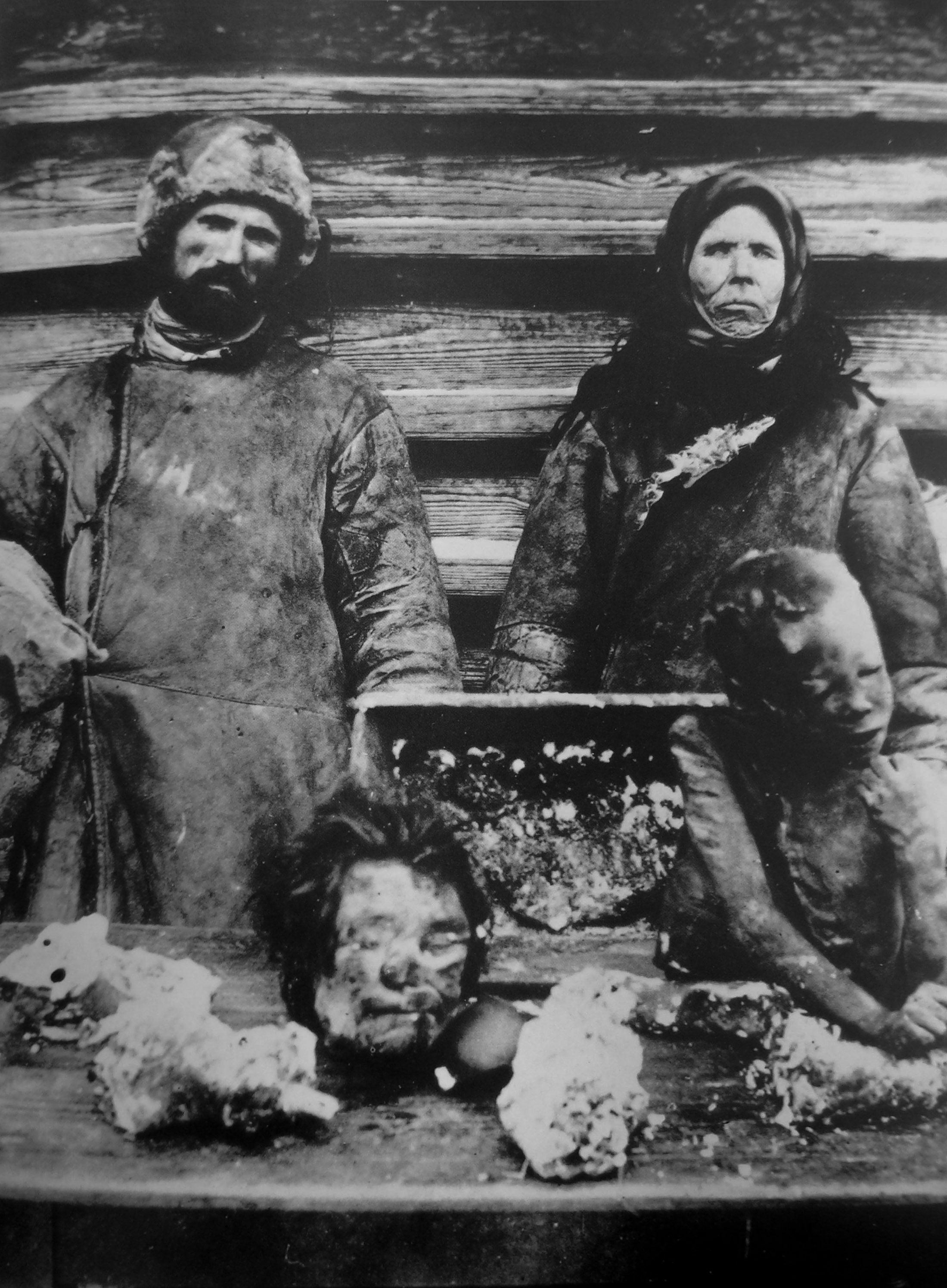
Scène de cannibalisme pendant la famine soviétique de 1921-1922.

Divers cas d'anthropophagie touchant des villages ou des régions entières ont été rapportés durant les famines soviétiques, ainsi que durant le siège de Léningrad[réf. nécessaire].
Selon un rapport de la Sécurité d'État, en 1922, « la famine atteint des proportions terribles. Les paysans ont mangé tout ce qui pouvait servir de nourriture, chats, chiens, rats. Selon les témoignages des membres du comité exécutif de la volost [canton], le cannibalisme dans l'arrondissement de Lioudbimovka près de Sébastopol prend des proportions dramatiques. »
Le plus grand nombre de cas, plusieurs milliers, s'est produit durant la grande famine des années 1930 connue en Ukraine sous le nom de « Holodomor » (voir cet article).
En outre, en septembre 1933, un responsable communiste de l'île de Nazino, à la confluence de la rivière Nasina et du fleuve Ob en Sibérie, rapporte dans une lettre adressée officiellement à Staline que 4 000 des 6 000 personnes déportées sur ordre de ce dernier sur l'île au mois de mai précédent sont mortes, faute de nourriture, de bâtiments pour se protéger du climat peu clément et de matériel de cuisine, et que beaucoup des survivants ont survécu grâce au cannibalisme,.
Les derniers cas d'anthropophagie par nécessité en Europe sont mentionnés pendant l'hiver de la famine soviétique de 1946-1947, particulièrement en Ukraine occidentale et Moldavie,.

#### République populaire de Chine
Selon l'universitaire chinois Yang Jisheng, Mao Zedong engage de 1958 au début 1960, le Grand Bond en avant qui « provoque un gigantesque désastre économique ». Pour approvisionner les villes, mais aussi pour briser la résistance paysanne comme en URSS sous le régime de Staline, « les paysans sont affamés ». Yang Jisheng indique que le nombre de personnes ayant perdu la vie de façon « anormale » pour l'ensemble de la Chine est de 36 millions et que des cas de cannibalisme sont alors constatés dans l'ensemble du territoire chinois.
Selon le journaliste anglais Patrick French « au milieu des années 1960, lors de la révolution culturelle, on a pratiqué en République populaire de Chine l'anthropophagie pour prouver une doctrine révolutionnaire » : celle d'un « homme nouveau libéré de tout scrupule bourgeois ». Les organes humains considérés comme supérieurs, comme le foie, était réservés aux hauts responsables du parti communiste chinois.
L'écrivain chinois Zheng Yi enquêta sur les actes de cannibalisme commis dans la province du Shanxi pendant la Révolution culturelle. Le résultat de cette investigation publié sous le titre de Stèles rouges : du totalitarisme au cannibalisme est accablant pour les autorités locales, qui autorisèrent et institutionnalisèrent à grande échelle cette pratique. Zheng Yi décrit des scènes de cannibalisme et affirme qu'au moins 10 000 personnes furent tuées et mangées en Chine durant cette période. D'autres sources évoquent 100 000 cas dans le Guangxi.

#### Cambodge
Lors du procès de Khieu Samphan et Nuon Chea, un témoin Cham évoque un acte de cannibalisme : « Les Khmers rouges ont demandé à une femme de se déshabiller. Ils l’ont ensuite coupée en morceaux. Il y avait du sang partout. Ils lui ont ensuite retiré le foie et l’ont cuit pour en faire leur repas ».

#### Allemagne
Armin Meiwes a passé une annonce en 2001 pour trouver un volontaire désirant se faire manger, il a trouvé un tel candidat.

#### Corée du Nord
Un organisme public sud-coréen, l'Institut pour l'unification nationale (KINU), affirme, dans son Livre Blanc, l'existence de plusieurs cas de cannibalisme en Corée du Nord lors de la famine des années 1990.

#### Japon
De nombreux rapports écrits et témoignages colligés par la section australienne des crimes de guerre du tribunal de Tokyo et analysés par l'enquêteur William Webb (le futur juge en chef), démontrent que les soldats japonais commirent lors de la Seconde Guerre mondiale des actes de cannibalisme à l'encontre des prisonniers alliés et des populations civiles des territoires occupés. Dans certains cas, ces actes étaient motivés par la famine, mais selon l'historien Yuki Tanaka, « le cannibalisme était souvent une activité systématique menée par des escouades entières et sous le commandement d'officiers. »
Selon le témoignage de plusieurs prisonniers, comme le soldat indien Hatam Ali, les victimes étaient parfois dépecées vivantes. Les plus hauts gradés connus ayant pratiqué l'anthropophagie sont le lieutenant-général Yoshio Tachibana qui, avec onze membres de son personnel, a été jugé pour avoir fait décapiter et mangé un aviateur américain en août 1944 à Chichi Jima et le vice-amiral Mori, pour avoir mangé un prisonnier lors d'une réception tenue en février 1945.

#### France
La France a connu des affaires de cannibalisme : exclusivement du cannibalisme criminel. Comme le 2 janvier 2007 à la maison d'arrêt de Rouen, où Nicolas Cocaign tue son codétenu et mange ses poumons, une partie crue et l'autre cuite avec des oignons sur un réchaud de fortune. Le 15 novembre 2013, à Nouilhan, un ancien militaire du nom de Jérémy Rimbaud tue un homme de 90 ans et mange son cœur et sa langue,.
La nuit du 22 au 23 mai 2013, Cédric Arène, tue, démembre, décapite sa grand-mère de 95 ans et dévore son foie,.

#### Afrique du Sud
En 2017, la BBC annonce l'arrestation en Afrique du Sud d'un groupe pratiquant l'anthropophagie à des fins rituelles.

## Accusations d'anthropophagie
Assez fréquemment, des accusations d’anthropophagie ont été portées contre tel ou tel groupe, afin de le discréditer ou de le rendre inhumain ; les sources relatant des comportements anthropophages sont à prendre avec prudence.
Les témoignages francs et arabes d'anthropophagie des Croisés cités par Amin Maalouf dans Les Croisades vues par les Arabes sont soit circonstanciés, soit écartés par les historiens. En effet, si Maalouf cite le chroniqueur franc Raoul de Caen : « À Maarrat, les nôtres faisaient bouillir des païens adultes dans des marmites, ils fixaient les enfants sur des broches et les dévoraient grillés », l'historiographie ne considère pas Raoul de Caen comme une source fiable : on le voit notamment quand il déclare que les Croisés se sont trouvés face à une « statue de Mahomet » dans le temple de Salomon,.

Le romancier libanais cite aussi la Chronique anonyme de la première croisade : 

« Les Francs s'attardèrent à Maarrat un mois et quatre jours. […] Il y eut là des nôtres qui manquèrent du nécessaire […] Alors, ils ouvraient les cadavres, parce que, dans leurs ventres, on trouvait des besants cachés. Ou bien, ils en découpaient la chair en morceaux, et ils la faisaient cuire pour la manger. »

Mais l'historien René Grousset, dans son Histoire des croisades, fait remarquer que les actes incriminés étaient commis sur des cadavres (« ils ouvraient les cadavres ») par les Tafurs, bandes de ribauds affamés (« Il y eut là des nôtres qui manquèrent du nécessaire »).
Selon Grousset et aussi selon Xavier Yvanoff dans son Anthropologie du racisme : essai sur la genèse des mythes racistes, constatant la terreur que cet acte avait engendré chez leurs adversaires, les chefs croisés en firent courir le bruit : Bohémond de Tarente, voulant brûler les espions musulmans introduits dans son camp, donna l'ordre de le faire sur des broches afin de faire croire qu'ils seraient dévorés. Il y eut donc selon les historiens des cas isolés d'anthropophagie de survie suivie de propagande destinée à terroriser l'adversaire.
Pendant la révolte du papier timbré, les soldats de Louis XIV, selon madame de Sévigné, auraient mis un enfant à la broche. Il est par ailleurs vraisemblable que les personnages d'ogres mangeant des enfants dans les contes tels que Le Petit Poucet de Charles Perrault étaient inspirés par les individus ou groupes anthropophages qui sévissaient dans les forêts européennes au moment des famines. Cependant, de telles accusations ont toujours été portées contre ceux que l'on voulait combattre afin de les diaboliser, et ce depuis l'Antiquité. Ainsi les premiers chrétiens étaient-ils accusés de manger des enfants vivants[réf. nécessaire].

## Aspect juridique
En Europe, le capitulaire de Charlemagne de 789 est l'un des premiers textes juridiques à se préoccuper des actes de cannibalisme : « Si quelqu’un, trompé par le diable, croit qu’une femme est une sorcière qui mange des hommes, et que pour cela il la brûle et donne sa chair à manger ou la mange lui-même, il sera puni de la peine capitale ».
Aujourd'hui, plusieurs pays, notamment en Afrique, ont inscrit le crime de cannibalisme dans leur législation. Au Gabon, l’article 211 du Code pénal dispose que « tout acte d'anthropophagie, toute cession de chair humaine à titre onéreux ou gratuit faite dans le même but, sera puni de la réclusion criminelle à temps ». Au Burundi, c'est l'article 165 du Code pénal qui s'applique : « Quiconque aura provoqué ou préparé des actes d’anthropophagie, y aura participé, ou aura été trouvé en possession de chair humaine destinée à des actes d’anthropophagie, sera puni de la peine de mort ».
Mais dans d'autres pays, notamment en France et en Allemagne, la législation ne prévoit pas de sanction pour les actes d'anthropophagie, car moralement inimaginables en Europe occidentale : « Quant au cannibalisme, il n'est tout simplement pas prévu par la législation allemande ». Les magistrats français peuvent néanmoins s'appuyer sur l'article 222 du Code pénal qui punit les tortures et actes de barbarie de 15 à 30 ans de réclusion criminelle, et considérer l'anthropophagie comme une circonstance aggravante en cas d'homicide.

## Motivations

### Interprétations psychologiques
Le délire anthropophagique est une conviction psychotique : boire le sang de l'homme rapprocherait l'anthropophage du divin[réf. nécessaire].
En contact avec les peuples amérindiens, les explorateurs ont cherché à expliquer les motivations des tribus cannibales. Dans son Histoire d'un voyage fait en la terre du Brésil, Jean de Léry explique que « plus que par vengeance et pour le goût (…), leur principale intention est, qu'en poursuivant et rongeant ainsi les morts jusqu'aux os, ils donnent par ce moyen crainte et épouvantement aux vivants ».
L'anthropophagie est généralement considérée comme un acte de folie dans les sociétés occidentales. Il est perçu aussi chez certains peuples comme un acte d'humiliation pour la personne dépecée et sa famille[réf. nécessaire].

### Cannibalisme rituel
- Selon la Chronique de l'abbé Réginon de Prüm (Reginonis abbatis Prumiensis Chronicon, année 889), les Magyars (Hongrois) (encore païens et semi-nomades), dont la férocité « surpassait celle des bêtes sauvages », mangeaient de la viande crue (comme d'autres peuples des steppes, d'où d'ailleurs l'origine du steak tartare), de la chair humaine, et dévoraient le cœur de leurs ennemis et buvaient leur sang, pour s'approprier leurs forces. Une affirmation à prendre avec précaution cependant... Non seulement car, dans sa chronique, Réginon de Prüm reconnait faire état d'une réputation que l'on prête aux Magyars et non pas de faits établis et prouvés : "On dit qu'ils mangent de la viande crue, qu'ils boivent du sang, qu'ils dévorent des morceaux de cœur des prisonniers qu'ils ont fait à titre de médecine". De plus, car comme le souligne l'historienne Geneviève Bührer-Thierry, chez les auteurs chrétiens, l'anthropophagie étaient une pratique qui était reproché à l'ensemble des peuples païens ou non chrétiens. Les juifs également furent accusé d'anthropophagie. Bührer-Thierry souligne ainsi que pour les auteurs chrétiens, tel que l'abbé Réginon de Prüm, "l'anthropophagie est une sorte de marqueur de l'exclusion : ceux qui ne sont pas chrétiens ne sont pas vraiment des êtres-humains, c'est pourquoi on les soupçonne de manger de la chair humaine, ce qui les retranche de l'humanité. Pour intégrer la société des hommes, il faut être baptisé"[63].
- Selon Helmold de Bosau (Chronica Slavorum), les Slaves païens avaient également la réputation d'être cannibales[64].
- Les Amérindiens Guayaki du Paraguay (lire Pierre Clastres, Chronique des Indiens Guayaki[65], 1972), endocannibales, mangeaient leurs propres morts, leur assurant ainsi une forme de sépulture humaine. Dans d'autres peuples anthropophages, les vivants pensent s'approprier les mérites et la vigueur de leurs morts.
- Au Brésil, les Amérindiens Tupi, exocannibales, tuaient et mangeaient leurs prisonniers à l'issue de combats avec les peuples voisins. Le prisonnier — ou la prisonnière — était conservé un certain temps dans le village avant d'être tué. Selon Jean de Léry, les victimes ne cherchaient pas à s'enfuir, devenant même joyeux au moment d'être mangés. Léry raconte même qu'arrivant un jour dans un village, et voyant plusieurs Indiens préparés et sur le point d'être tués, il aperçut une jeune femme qu'il avait convertie au christianisme lors d'un passage précédent. Il s'approcha d'elle et lui proposa de prier Dieu, lui disant qu'il allait intervenir pour la sauver. La femme se mit alors à rire, déclarant que « Dieu n'y était pour rien, que c'était son tour d'être mangée, et qu'elle espérait que sa viande serait bonne. » Jean de Léry termine : « et, tout en riant, elle s'avança, fit un signe au bourreau et elle mourut ainsi ». Le rituel était immuable : le corps entièrement rasé, l'anus bouché par un bois ou des herbes pour que rien ne se perde, le condamné était maintenu par une corde serrée autour de sa poitrine. Celui qui devait le tuer tenait en main un fort gourdin emplumé, et lui déclarait qu'il allait être tué et mangé. Le prisonnier répondait alors qu'il avait tué et mangé beaucoup de ce village, et que les siens viendraient le venger et les mangeraient tous. Après quoi, d'un grand coup sur la tête, le prisonnier était tué. Les femmes s'en emparaient, raclaient la peau et versaient de l'eau chaude sur le cadavre, comme l'on fait en Europe pour un cochon. Puis un homme coupait les membres, dont les femmes s'emparaient pour danser et courir autour du feu. Enfin, le tronc était ouvert et dépecé, les viscères et la tête mises dans une marmite pour les femmes et les enfants, pendant que les membres et le tronc étaient posés sur une grille en bois au-dessus du feu. Celui qui avait tué se retirait pour jeûner pendant une journée[66].

### Cannibalisme criminel

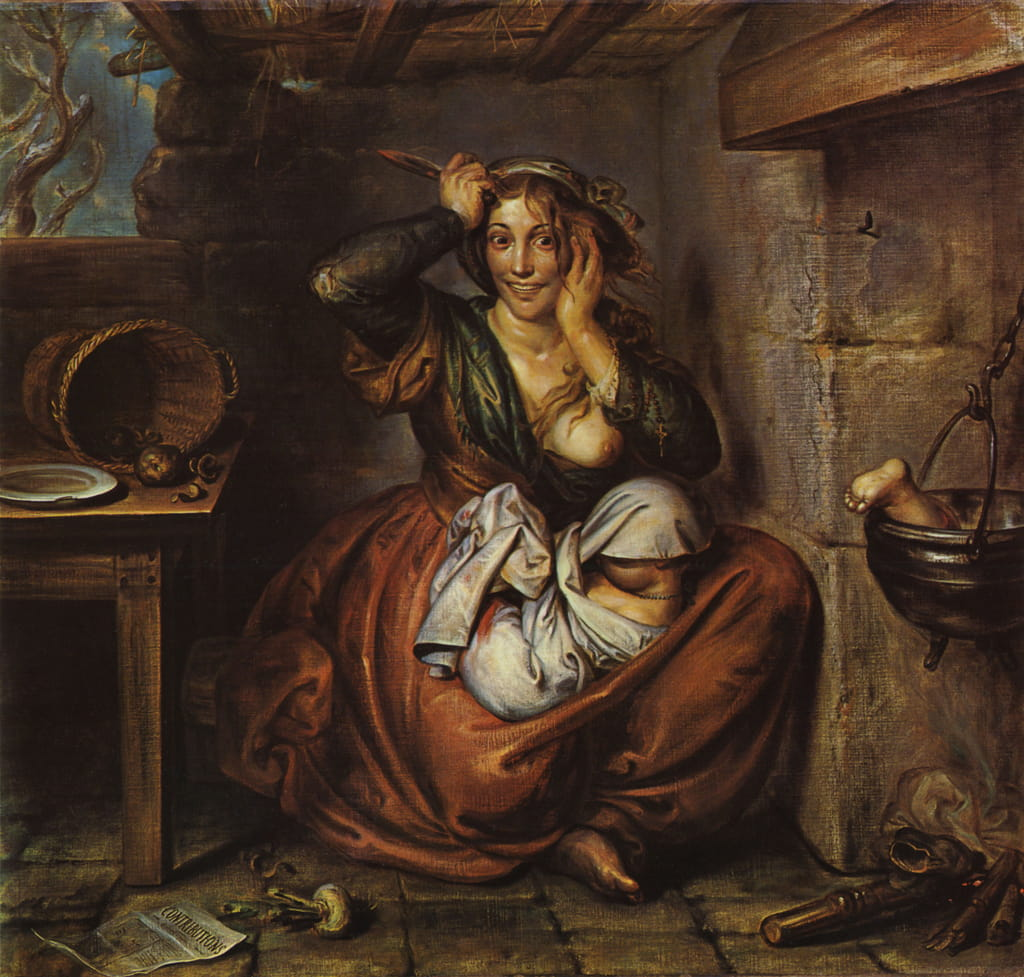
Faim, folie et crime, huile sur toile d'Antoine Wiertz, Ixelles, musée Wiertz, 1853.

- Plusieurs cas de cannibalisme font la une de l'actualité, notamment Luka Rocco Magnotta suspecté d'avoir poignardé, démembré et mangé la fesse d'un de ses partenaires à Montréal.
- Le fait le plus connu est l'œuvre d'un étudiant japonais, Issei Sagawa, qui a dévoré une partie de son amie néerlandaise à Paris en 1981. Celui-ci a été libéré le 13 août 1985.
- Listes de criminels cannibales condamnés après des meurtres et des preuves de consommation (et/ou de revente de chair humaine) :
  - Antoine Léger, (français, arrêté, condamné et exécuté en 1824)
  - Alfred Packer (américain, arrêté en 1874 et mort en 1907)
  - Georges Grossman (allemand, arrêté en 1921),
  - Karl Denke (allemand, arrêté en 1924),
  - Fritz Haarmann (allemand, 1925),
  - Albert Fish (américain, arrêté en 1934, exécuté sur la chaise électrique en 1936),
  - Anna Zimmerman (allemande, arrêtée en 1981),
  - Mba Ntem (gabonais, arrêté en 1988) a tué et mangé en partie 6 personnes dont deux de ses enfants entre 1979 et 1988[67].
  - Jeffrey Dahmer (américain, arrêté en 1991, tué en prison par un autre prisonnier),
  - Daniel Rakowitz (américain, 1989),
  - Andrei Chikatilo (russe, condamné à mort en 1994),
  - Armin Meiwes (allemand, 2001) : surnommé par les médias le « cannibale de Rotenbourg » avait émasculé, découpé et mangé en partie Bernd Brandes, qui était volontaire. Il a été condamné à Francfort le 9 mai 2006 à la prison à perpétuité[68],
  - Robert Pickton (canadien, condamné à un emprisonnement à perpétuité sans possibilité de libération conditionnelle avant 25 ans en 2007), éleveur porcin, soupçonné d'avoir donné à ses porcs, comme nourriture, les cadavres de certaines victimes et d'avoir vendu des restes humains parmi les restants d'animaux à des sociétés spécialisées dans le recyclage pour les industries cosmétique et agro-alimentaires[69].
  - Nicolas Cocaign[70] (français, condamné à 30 ans de prison ferme en juin 2010 pour meurtre et actes de torture et de barbarie). Il avait tué puis mangé un morceau de poumon d'un codétenu dans sa cellule de la prison de Rouen en 2007[71].
  - Rudy Eugene (américain, surnommé le « Miami Zombie » est abattu par la police le 26 mai 2012 alors qu'il dévorait nu, et en pleine rue de Miami, le visage d'un homme[72]).
  - Colin Ichiro Czech (américain), est accusé d'avoir dévoré dans la rue le visage d'un homme à Las Vegas en mai 2024[73],[74].

### Cannibalisme de survie
Distinguons le cannibalisme de corps de personnes décédées et le meurtre suivi de cannibalisme.
- À Athènes, en 86 av. J.-C., les habitants se livrent à l'anthropophagie pour survivre, pendant les longs mois que dure le siège mené par Sylla. Les légionnaires qui procèdent au pillage de la ville découvrent que de nombreuses maisons contiennent de la viande humaine préparée pour être consommée[75].
- Durant les sièges de Perpignan en 1473-1475 et en 1640, les habitants de la ville en furent réduits à manger les cadavres aussi bien des assaillants que des défenseurs, après avoir épuisé le crottin des chevaux, le cuir bouilli ou même l'herbe des remparts[76].
- En 1816, à la suite du naufrage de la frégate La Méduse, 150 marins et soldats s'entassèrent sur un radeau pendant 13 jours, pratiquant l'anthropophagie pour survivre. Il n'y eut que 15 rescapés. Voir également le tableau Le Radeau de la Méduse de Théodore Géricault.
- À la suite du naufrage du baleinier l'Essex en 1820, plusieurs hommes d'équipage ont dérivé dans des chaloupes durant plusieurs mois. Sur les 6 hommes victimes d’anthropophagie, un seul aura été tiré au sort ; les cinq autres décédant de mort naturelle. C'est l'un des rares témoignages de cannibalisme qui nous soit parvenu après qu'un navire se soit abîmé en mer.
- Durant l'hiver 1846-1847, dans la Sierra Nevada en Californie, un groupe de colons bloqués par la neige eut recours à l'anthropophagie.
- On suppose que les membres de l'expédition Franklin en 1847 y eurent également recours.
- En 1881, l'expédition Greely se termine de manière aussi tragique.
- En 1884, le navire La Mignonette fit naufrage, quatre hommes purent se réfugier sur un canot de sauvetage et trois survécurent en mangeant le quatrième. Sauvés par un autre navire, ils furent jugés et condamnés[77].
- En 1972, une équipe de rugby uruguayenne se retrouva isolée pendant 72 jours sur un glacier de la cordillère des Andes à la suite de l'accident du vol 571 Fuerza Aérea Uruguaya avant de recevoir du secours. Les 16 rescapés décidèrent de pratiquer l'anthropophagie (de leurs camarades décédés) ; l'histoire retient qu'ils durent leur survie à cette décision. Cette tragédie donna lieu au livre et au film Les Survivants, puis en 2006 Miracle dans les Andes. Le film Le Cercle des neiges sortit le 15 décembre 2023 relate également leur histoire.
- Pendant les guerres mondiales, plusieurs actes de cannibalismes ont été commis, non seulement à cause de la famine, mais aussi de façon systématique par les camps ennemis, dont le Japon durant la Seconde Guerre mondiale. Exemple avec l'histoire de Nauru.
- La chanson traditionnelle Il était un petit navire évoque le meurtre suivi de cannibalisme de survie.
- La chanson de Francis Mainville Anthrophopagiquement vôtre, interprétée par Les Frères Jacques, évoque sur le mode humoristique onze naufragés sur un radeau qui mangent successivement plusieurs d'entre eux pour survivre, avant d'être enfin secourus réduits au nombre de quatre.
- L'affaire de Nazino est un cas saisissant : environ 6 000 personnes, considérées comme déclassées, ont été déportées par Staline sur l'île de Nazino au printemps 1933. La nourriture étant rationnée à l'extrême, au moins une dizaine d'actes de cannibalisme humain ont été recensés.

## Maladie liée à l'anthropophagie
Dans les années 1950, de nombreux cas de maladies ont été découverts en Nouvelle-Guinée. Des études menées sur place ont établi un lien entre les rites funéraires cannibales (certains cannibales de Nouvelle-Guinée mangeaient le cerveau de leurs victimes) et les nombreux décès constatés. Les chercheurs ont conclu que les peuples pratiquant le cannibalisme étaient atteints de la maladie de kuru. Le cannibalisme semble s'être arrêté dans les années 1950 sous la pression des autorités australiennes.

### Essais thématiques et témoignages
- Michel de Montaigne, Essais, chapitre XXX : « Des Cannibales », 1590.
- Les Survivants (Alive: The Story of the Andes Survivors), 1974.
- Pierre-Antoine Bernheim et Guy Stravidès, Cannibales !, Plon, 1992.
- Frank Lestringant, Le Cannibale, grandeur et décadence, Perrin, 1994.
- Cannibale, roman de Didier Daeninckx, 1998.
- Martin Monestier, Cannibales, histoire et bizarreries de l'anthropophagie, hier et aujourd'hui, Le Cherche midi, 2000.
- Jean Teulé, Je, François Villon, Pocket, 2006.
- Selim Lander, « Juste… cannibale ! », mondesfrancophones.com, 2006.
- Miracle dans les Andes (2007) de Nando Parrado survivant de l'équipe uruguayenne et membre de l'expédition qui alla chercher les secours au Chili.
- Jean Teulé, Mangez-le si vous voulez, Pocket, 2009.
- Julien Picquart, Notre désir cannibale, La Musardine, 2011.
- Alban Van der Straten, Les Explorateurs belges, Bruxelles, Mardaga, 2016, 1re éd., 400 p.
- Angelica Montanari, Cannibales. Histoire de l'anthropophagie en Occident, Arkhe editions, 2018
- Ian Gonzalez Alaña, Cadavres exquis. Au coeur du cannibalisme, Lyon, Fage Editions, 19 mars 2020, 96 p. (ISBN 978-2849756232, lire en ligne)

### Antonymie
- Anthropémie